# Marga Klompé
Margaretha Albertina Maria (Marga) Klompé (Arnhem, 16 augustus 1912 – Den Haag, 28 oktober 1986) was een Nederlands politica namens de Katholieke Volkspartij (KVP). In 1956 werd ze de eerste vrouwelijke minister van Nederland. Ze was de eerste vrouw die in Nederland de eretitel minister van Staat kreeg (1971-1986).
Marga Klompé is een van de belangrijkste grondleggers van de Nederlandse verzorgingsstaat. De Algemene bijstandswet van 1965, die Nederlanders levensonderhoud garandeert, is van haar hand. Om die reden is zij opgenomen in de Canon van Nederland.

## Biografie
De vader van Klompé, Joannes Petrus Maria Klompé, was eigenaar van een postpapierbedrijfje. Haar moeder was Ursula Maria Josepha Aloijsia Verdang. Toen haar vader ernstige psychische problemen kreeg moest haar moeder het alleen bolwerken. Zij slaagde erin haar kinderen naar de universiteit te sturen. Klompé studeerde scheikunde (1929 tot 1937 bij Hugo Rudolph Kruyt) aan de Universiteit Utrecht en promoveerde in de wis- en natuurkunde (1941 bij Hugo Rudolph Kruyt) aan dezelfde universiteit. De titel van haar proefschrift was Solconcentratie en uitvlokking bij het AgJ-Sol. Tegelijkertijd was ze lerares scheikunde in Nijmegen bij Mater Dei, van 1932 tot 1949. Vanaf 1942 studeerde ze als dertigjarige nog geneeskunde; deze medische studie moest ze echter afbreken naar aanleiding van de sluiting van de universiteit.
Rond haar twintigste heeft Klompé een geloofscrisis doorgemaakt. De apologetische opvoeding thuis bleek niet bestand tegen de inzichten die ze tijdens haar studie in Utrecht opdeed. Ze werd lid van studentenvereniging C.S. Veritas. Klompé leefde een aantal jaren buiten de kerk. Maar na een eigen, meer in de mystiek van het rooms-katholieke geloof gedrenkte oriëntatie te hebben gevonden, gaf ze zich daaraan helemaal over. Zij kwam diepgelovig uit deze persoonlijke crisis tevoorschijn, maar hield er een blijvend respect voor andere vormen van geloofsbeleving aan over.

### Tweede Wereldoorlog
Tijdens de Tweede Wereldoorlog was ze actief in het verzet. Bij de Duitse inval in mei 1940 verleende ze als lid van het Korps Vrouwelijke Vrijwilligers haar medewerking bij de Slag om de Grebbeberg. Onder de schuilnaam dr. Meerbergen verrichtte zij koeriersdiensten voor onder anderen aartsbisschop Johannes de Jong. In 1943 werd ze vice-voorzitter van Unie van Vrouwelijke Vrijwilligers, een functie die ze tien jaar lang zou blijven vervullen. Onder de schuilnaam Truus ter Aken zat ze in de nadagen van de oorlog ondergedoken in Otterlo en Apeldoorn. Na de bevrijding van Arnhem was zij samen met de Unie betrokken bij het op gang brengen van het openbare leven in de stad.

### Begin politieke loopbaan
In mei 1945 meldde Klompé zich aan bij de Nederlandse Volksbeweging en na de oprichting van de PvdA overwoog ze er lid van te worden. Toch vond ze de partij te veel een voortzetting van de oude SDAP en werd ze lid van de Katholieke Volkspartij. Vanwege het ontbreken van vrouwen in de Tweede Kamerfractie van de KVP in 1946 richtte zij in dat jaar samen met haar vriendin Wally van Lanschot het Roomsch Katholiek Vrouwendispuut op om vrouwen te mobiliseren om politiek actief te worden. Klompé voelde zich echter geen feministe en zij moest later weinig hebben van het radicaal feminisme van de Dolle Mina. Tot 1950 bleef ze president van het Roomsch Katholiek Vrouwendispuut en in de tussentijd deden ook andere vrouwelijke organisaties een beroep op haar.
In 1947 kreeg zij op advies van de Nederlandse vrouwenorganisaties een plaats in de Nederlandse delegatie naar de Algemene Vergadering van de Verenigde Naties. In die delegatie viel zij bij haar katholieke collega's Maan Sassen en Leo Beaufort onmiddellijk op. Dezen zetten haar vervolgens onder druk zich kandidaat te stellen voor de Tweede Kamer. Ze liet zich overhalen om op onverkiesbare plek kandidaat voor de Tweede Kamer te worden. Toch kwam zij al op 12 augustus 1948 de kamer in, toen Maan Sassen minister van Overzeese Gebiedsdelen werd. Ze kreeg vervolgens in de fractie de portefeuille van buitenlandwoordvoerster toebedeeld. Vanuit die functie zou ze tussen 1949 en 1956 deel uitmaken van de Raadgevende Vergadering van de Raad van Europa en tussen 1952 en 1956 van het parlement van de EGKS.
Bij de Tweede Kamerverkiezingen van 1952 was zij lijsttrekker van de KVP in een aantal kieskringen. In de andere kieskringen was onder meer Carl Romme lijsttrekker. Dat was zij ook in 1963 (naast Gerard Veldkamp, Jan Maenen en Wim de Kort) en 1967 (naast Norbert Schmelzer, Kees van der Ploeg en Pierre Lardinois).
In juli 1953 diende Marga Klompé een amendement in bij de behandeling van het verdrag voor de Europese Defensiegemeenschap. Het amendement bepaalde dat nadere overeenkomsten die uit het verdrag zouden voortvloeien, aan de Kamer dienden te worden voorgelegd. De Kamer en Klompé drukten hun mening ten opzichte van het kabinet door, maar nog geen twee jaar later werd het verdrag door Frankrijk aan de kant gezet.

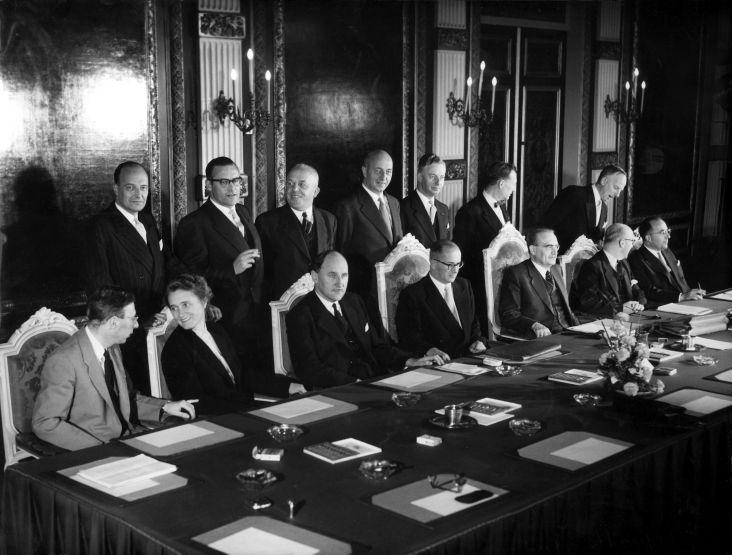
Het kabinet-Drees III met aan de linkerkant Marga Klompé

### Minister van maatschappelijk werk
Op 13 oktober 1956 werd zij als minister van Maatschappelijk Werk de eerste vrouwelijke minister van Nederland. Premier Willem Drees was aanvankelijk niet blij met haar komst; die had liever gezien dat Frans-Jozef van Thiel was gebleven. Naar eigen zeggen had zij tijdens een onderhoud met Drees het volgende tegen hem opgemerkt:

Ik had een beetje het gevoel dat Drees mij zag als een soort KVP-versie van Van der Goes van Naters. Kortom, ik dacht: "Er bestaat bij hem een zekere argwaan. En kom ik daar straks in een club, waarvan de president me niet helemaal vertrouwt." Ik heb hem het volgende gezegd: "Hoor 'es, mijnheer Drees... ik weet niet of ik ja moet zeggen, want ik heb duidelijk het gevoel dat er te weinig vertrouwen is. Ik geloof dat het beter is dat ik een retourticket Rome krijg, dan ga ik weer terug." Hij schrok heftig van mijn reactie: "Neen, dat was helemaal de bedoeling niet!" Ik heb daarop het volgende met hem afgesproken: "Ik treed toe tot uw kabinet. Na twee maanden heb ik met u een gesprek. Als mijn twijfels dan niet verdwenen zijn, dan heb ik nú geclaimd om uit te treden."

In haar eerste termijn als minister moest ze samenwerken met de socialist Ko Suurhoff, die minister van Sociale Zaken was en haar te verstaan gaf dat hij zich niet de kaas van het brood liet eten. Ze was er in het kabinet verantwoordelijk voor dat de ministers elkaar gingen tutoyeren en met de voornaam gingen aanspreken; de enige uitzondering betrof "president" Drees. Ook initieerde zij voor haar KVP-collega's in het kabinet een wekelijkse broodjeslunch op haar departement.

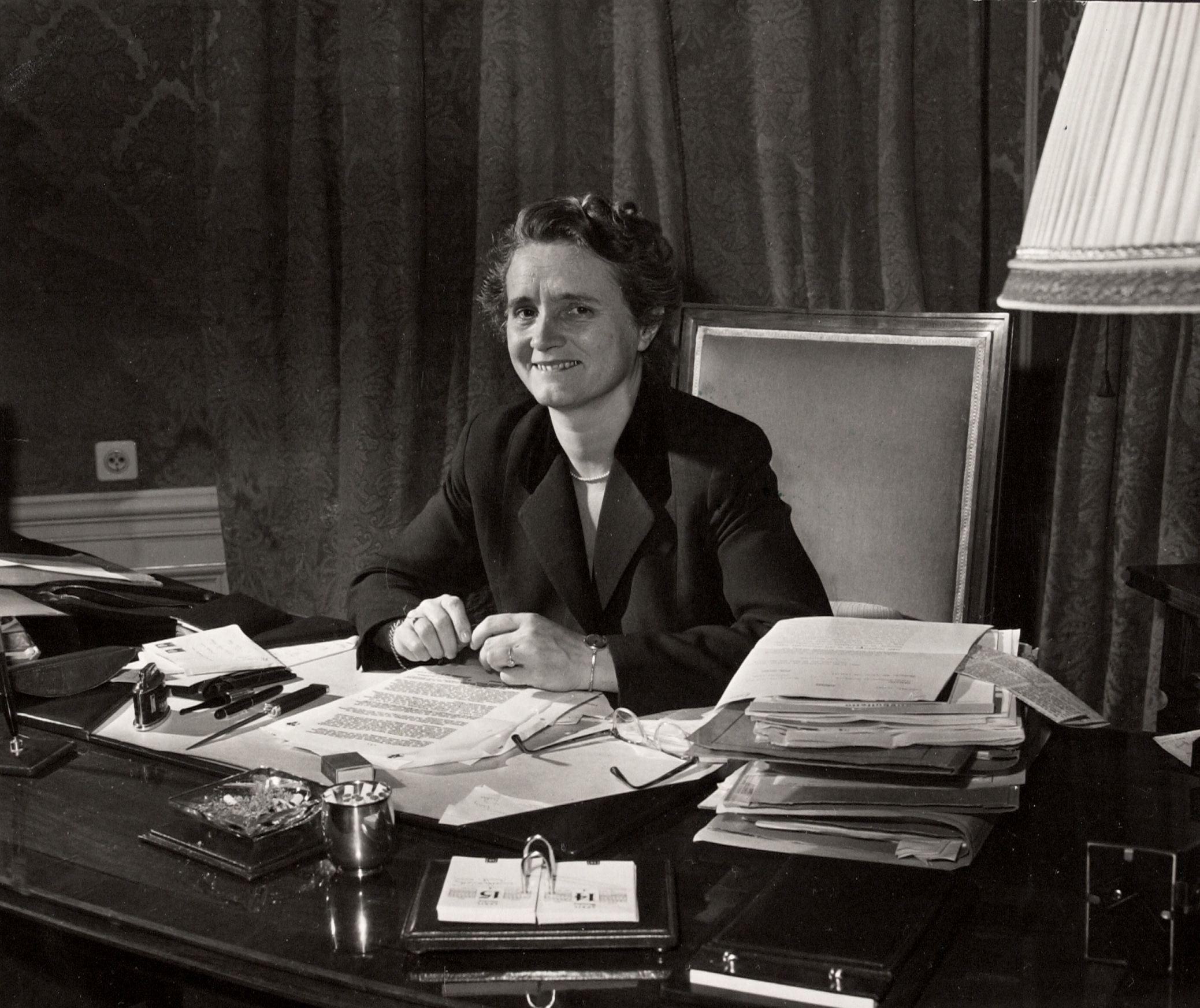
Klompé als minister van Maatschappelijk Werk achter haar bureau in 1958

Klompé beschouwde de zogenaamde "asocialiteitsbestrijding" en het bejaardenprobleem als speerpunten van haar beleidsterrein Klompé stond op haar eigen departement kritisch ten opzichte van de ambtelijke subsidieerdrift en daarom pleitte ze voor onderzoek voorafgaand aan de subsidieverstrekking. De gezinsoorden voor zwaksociale gezinnen waren voor de Nederlandse overheid een wetenschappelijk experiment, maar de kosten van dit experiment liepen in 1957 en 1958 hoog op. Minister Klompé werd hier dan ook tijdens de begrotingsdebatten in de Kamer flink over aan de tand gevoeld, maar ze bleef het paradepaardje van haar ministerie verdedigen.
In 1959 werd ze door de KVP gepasseerd als mogelijke premierskandidaat. De toenmalige partijleiding wilde graag een "extraparlementaire" premier en daardoor werden de kabinetsleden van de partij uit het rompkabinet Beel II gepasseerd. Tijdens de formatie van het toekomstige kabinet-De Quay was het allerminst zeker dat Klompé haar functie als minister zou behouden. Ze wilde namelijk een forse taakuitbreiding en dreigde meermaals met vertrek. Klompé had haar zinnen gezet op het ministerie van Volksgezondheid. De Quay was van mening dat ze de terreinafbakening maar met haar collega moest regelen. Klompé antwoordde daarop: "Van geen enkele politicus kan men verwachten, dat hij vrijwillig zijn departement in zwaarte halveert." Ze bond pas in nadat het terrein van bijstand was overgeheveld en Volksgezondheid tijdens de zittingsperiode zou overgaan. Tijdens de kabinetsperiode zelf kwam hier niets van terecht.

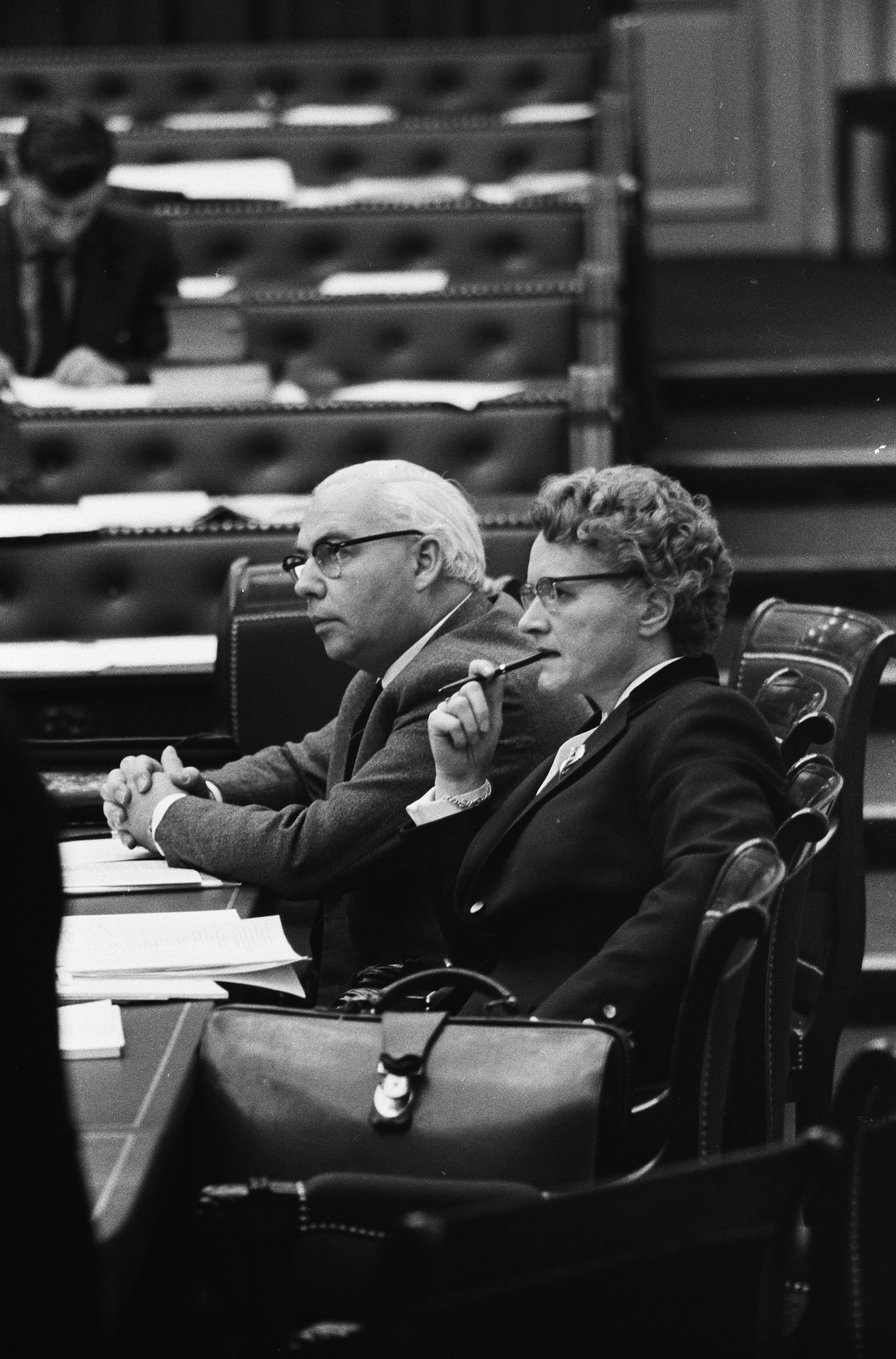
Marga Klompé tijdens de behandeling van de Algemene Bijstandswet op 2 april 1963

Klompé had tijdens haar termijn als minister een goede verstandhouding met de Kamer. Tijdens deze periode maakte zij zich sterk voor de overplaatsing van de Molukkers uit hun kampen naar nieuwbouwwijken. Een meerderheid van de Tweede Kamer steunde haar plannen hiervoor. Daarnaast besloot Klompé in 1959 de gezinsoorden voor zwaksociale gezinnen op te heffen en wierp ze de onmaatschappelijkheidsbestrijding op het bordje van de lokale overheid. Het kroonjuweel van Klompés werk was de totstandkoming van de Algemene bijstandswet. Een bijstandsuitkering moest volgens haar een "afdwingbaar recht" worden.

### Terug de Kamer in
Na de Tweede Kamerverkiezingen 1963 behoorde Marga Klompé samen met bewindslieden Jan de Quay en Joseph Luns tot de top drie van een populariteitspoll. Ondanks deze populariteit weigerde ze na de verkiezingen terug te keren als minister van Maatschappelijk Werk. Twintig jaar later verklaarde ze daarover: "Ik had het idee dat ik blinde vlekken kreeg". Tijdens de Nacht van Schmelzer stemde zij in het belang van de eenheid van haar partij als Kamerlid voor de motie van partijgenoot Norbert Schmelzer waarmee het kabinet-Cals ten val werd gebracht.
In het formatieproces na de val van het kabinet-Cals sprak Klompé haar steun uit voor Jelle Zijlstra als nieuwe premier. In het nieuwe kabinet-Zijlstra accepteerde ze de functie van minister van Cultuur, Recreatie en Maatschappelijk Werk. Dit ministerie was in 1965 ontstaan na de omvorming van haar oude departement.

### Tweede periode als minister
Doordat het kabinet-Zijlstra een rompkabinet was had het weinig politieke ambitie. Desondanks slaagde Klompé erin om in 1967 de Omroepwet door de Kamer te krijgen. In datzelfde jaar werd ze door haar partij naar voren geschoven als mogelijke premierskandidaat, maar zij vond zichzelf te zwak op financieel-economisch terrein. Het werd uiteindelijk Piet de Jong, op wiens verzoek ze toch besloot aan te blijven als minister. Ze zat haar termijn uit als minister en in 1971 beëindigde ze haar politieke carrière. In de tien jaar dat ze minister was geweest was ze erin geslaagd om het beleidsterrein van haar ministerie gestaag uit te breiden en van bestaansrecht te verzekeren.

### Laatste jaren
Kort nadat ze was gestopt als minister werd ze benoemd tot minister van Staat. Klompé zette zich vervolgens in voor de Rooms-Katholieke Kerk en ging deel uitmaken van de pauselijke commissie Justitia et Pax. Na haar pensioen zou ze zich ook niet meer bemoeien met de Haagse politiek. Ze had nog wel verschillende nevenfuncties:
- Lid Pauselijke Commissie Justitia Et Pax, 1967 - 1977;
- Voorzitter van de nationale commissie Justitia Et Pax, 1972 - 1985;
- Voorzitter van het Comité De Continuïté van de internationale commissies Justitia Et Pax Van Europa en voorzitter van de Europese Conferentie Jp, 1978 - 1981;
- Voorzitter van de Sectie Internationale Zaken van de Raad van Kerken in Nederland, 1971 - 1981;
  - Vicevoorzitter, 1981 - 1985;
- Lid van de Beleidsadviescommissie van de Nederlandse Bisschoppenconferentie - BBK - van de Nederlandse rooms-katholieke kerkprovincie,  1971 - 1986;
- Voorzitter Nationale Unesco Commissie, 1974 - 1982;
- Voorzitter van de stichting Bio-Wetenschappen En Maatschappij, 1972 - 1981;
- Voorzitter van het Comite d'Orientation van OCIPE - Office Catholique d'Information sur les Problémes Européens - Straatsburg -Brussel, 1977 - 1985;
- Voorzitter van de Joint Task Force - kerkelijke georiënteerde oecumenische werkgroep, voor o.a. het beleid op het terrein van de ontwikkelingssamenwerking, 1974 - 1985.

In het midden van de jaren tachtig werd ze ernstig ziek, maar Klompé besloot te blijven werken. Haar zuster Charlot verzorgde haar in de laatste maanden van haar leven. De ongehuwde Marga Klompé besloot dat er bij haar uitvaartdienst niet over haar persoon mocht worden gesproken. Marga Klompé werd gecremeerd in het Crematorium Ockenburgh in Den Haag. Haar as werd verstrooid op de Noordzee.

## Persoonlijkheid
Klompé werd door haar medeminister Gerard Veldkamp omschreven als "een uitgesproken politiek dier, (zij) liet zich gelden waar dat maar kon". Jelle Zijlstra zei over haar:

Ik zie haar voortdurend praten, schrijven, telefoneren - de PTT moet een fortuin aan haar verdiend hebben, een voortdurend actieve vrouw (...). Ze bleef charmant, bij al haar kordaatheid, maar in latere jaren kreeg de kordaatheid het volledige overwicht. Ze hield ook van jenever (...) en het moet gezegd worden dat ze op dat vlak een goed ontwikkelde capaciteit had.

## Onderscheidingen
- Grootofficier in de Orde van Oranje-Nassau, 27 juli 1963;
- Ridder Grootkruis in de Orde van Oranje-Nassau, 17 juli 1971;
- Kruis van Verdienste van het Nederlandse Rode Kruis;
- Eredoctoraat aan de Katholieke Hogeschool Tilburg, 1982[2]
- Grootkruis Kroonorde van België[4]
- Commanderie orde de la Santé Publique - Frankrijk[4]

## Vernoeming
- In de stad Utrecht is de in 2014 gebouwde Marga Klompébrug over de Stadsbuitengracht naar haar vernoemd.
- Diverse plaatsen in Nederland hebben een straat met Klompés naam, waaronder haar geboorteplaats Arnhem.
- Op de campus van Tilburg University werd in 2024 een nieuw gebouw naar haar vernoemd: het Marga Klompégebouw. Sinds 2010 een bijzondere leerstoel aan deze universiteit naar haar vernoemd, met als leeropdracht ‘Internationale sociale verantwoordelijkheid’.